# Бад Фюсинг
Бад Фюсинг (на немски: Bad Füssing) (до 1969 г. Фюсинг) е община в Бавария, Германия, с 6994 жители (към 31 декември 2015).
Намира се на река Ин и на ок. 30 км южно от Пасау